# Tweede divisie (mannenhandbal) 2022/23
De tweede divisie is de op twee na hoogste afdeling van het Nederlandse handbal bij de heren op landelijk niveau. De tweede divisie bestaat uit twee gelijkwaardige onafhankelijke groepen/competities (A en B), elk bestaande uit twaalf teams met een eigen kampioen en degradanten.

## Opzet
- De twee kampioenen promoveren rechtstreeks naar de eerste divisie (mits er niet al een hogere ploeg van dezelfde vereniging in de eerste divisie speelt).
- De nummer elf en twaalf degraderen rechtstreeks naar de hoofdklasse.

Indien een team kampioen wordt en niet kan promoveren naar de eerste divisie promoveert de eerstvolgende op de ranglijst, mits die geen team in de eerste divisie heeft, alsnog rechtstreeks naar de eerste divisie.

## Tweede divisie A

### Teams
| Ploeg               | Plaats            | Provincie     |
| ------------------- | ----------------- | ------------- |
| AHV Achilles        | Apeldoorn         | Gelderland    |
| Auto Smeeing/BDC    | Soest             | Utrecht       |
| Duiven              | Duiven            | Gelderland    |
| FHC                 | Sint Annaparochie | Friesland     |
| Havas 2             | Almere            | Flevoland     |
| Huissen HV          | Huissen           | Gelderland    |
| HVC                 | Barger-Compascuum | Drenthe       |
| Reehorst            | Ede               | Gelderland    |
| UDI 1896/DFS Arnhem | Arnhem            | Gelderland    |
| UGHV                | Ulft              | Gelderland    |
| Quintes/VVW         | Wervershoof       | Noord-Holland |

### Stand
| Pos | Club                | Wed | W  | G | V  | Ptn | DV  | DT  | +/−  | Opmerking                    |
| --- | ------------------- | --- | -- | - | -- | --- | --- | --- | ---- | ---------------------------- |
| 1   | AHV Achilles        | 20  | 18 | 0 | 2  | 36  | 524 | 432 | 92   | Promotie naar eerste divisie |
| 2   | HVC                 | 20  | 12 | 2 | 6  | 26  | 567 | 513 | 54   |                              |
| 3   | FHC                 | 20  | 12 | 0 | 8  | 24  | 515 | 459 | 56   |                              |
| 4   | Huissen HV          | 20  | 10 | 1 | 9  | 21  | 561 | 524 | 37   |                              |
| 5   | Auto Smeeing/BDC    | 20  | 10 | 0 | 10 | 20  | 509 | 523 | -14  |                              |
| 6   | Reehorst            | 20  | 9  | 1 | 10 | 19  | 491 | 476 | 15   |                              |
| 7   | Havas 2             | 20  | 9  | 1 | 10 | 19  | 522 | 514 | 8    |                              |
| 8   | Quintes/VVW         | 20  | 9  | 0 | 11 | 18  | 524 | 486 | 38   |                              |
| 9   | UDI 1896/DFS Arnhem | 20  | 9  | 0 | 11 | 16  | 484 | 536 | -52  |                              |
| 10  | UGHV                | 20  | 8  | 0 | 12 | 16  | 487 | 556 | -69  |                              |
| 11  | Duiven              | 20  | 0  | 3 | 17 | 3   | 439 | 604 | -165 | Degradeert naar hoofdklasse  |

### Teams
| Ploeg                         | Plaats      | Provincie     |
| ----------------------------- | ----------- | ------------- |
| iApples/Aristos 2             | Amsterdam   | Noord-Holland |
| Groene Ster                   | Zevenbergen | Noord-Brabant |
| HV Gemini                     | Voerendaal  | Limburg       |
| Hellas 3                      | Den Haag    | Zuid-Holland  |
| Habo '95                      | Boekel      | Noord-Brabant |
| HVOS                          | Spijkenisse | Zuid-Holland  |
| De Meeuwen                    | Rotterdam   | Zuid-Holland  |
| Tremeg                        | Gemert      | Noord-Brabant |
| U.S.                          | Amsterdam   | Noord-Holland |
| Van Tiel/Ventura              | Schiedam    | Zuid-Holland  |
| Vios                          | Heythuysen  | Limburg       |
| B&B Healthcare/WHC-Hercules 2 | Den Haag    | Zuid-Holland  |

### Stand
| Pos | Club                          | Wed | W  | G | V  | Ptn | DV  | DT  | +/−  | Opmerking                    |
| --- | ----------------------------- | --- | -- | - | -- | --- | --- | --- | ---- | ---------------------------- |
| 1   | Hellas 3                      | 22  | 20 | 0 | 2  | 40  | 668 | 541 | 127  | Promotie naar eerste divisie |
| 2   | HV Gemini                     | 22  | 17 | 0 | 5  | 34  | 554 | 477 | 77   |                              |
| 3   | Vios                          | 22  | 14 | 2 | 6  | 30  | 616 | 558 | 58   |                              |
| 4   | iApples/Aristos 2             | 21  | 13 | 2 | 6  | 28  | 563 | 498 | 65   |                              |
| 5   | Habo '95                      | 22  | 9  | 5 | 8  | 23  | 566 | 536 | 30   |                              |
| 6   | Groene Ster                   | 22  | 10 | 2 | 10 | 22  | 578 | 561 | 17   |                              |
| 7   | Van Tiel/Ventura              | 21  | 10 | 1 | 10 | 21  | 516 | 539 | -23  |                              |
| 8   | U.S.                          | 22  | 9  | 1 | 12 | 19  | 560 | 559 | 1    |                              |
| 9   | Tremeg                        | 22  | 7  | 1 | 14 | 15  | 543 | 579 | -36  |                              |
| 10  | B&B Healthcare/WHC-Hercules 2 | 22  | 6  | 2 | 14 | 14  | 526 | 597 | -71  |                              |
| 11  | De Meeuwen                    | 22  | 5  | 2 | 15 | 12  | 511 | 596 | -85  | Degradeert naar hoofdklasse  |
| 12  | HVOS                          | 22  | 2  | 0 | 20 | 4   | 473 | 633 | -160 | Degradeert naar hoofdklasse  |